# پی زن برزنجیر
پی زن برزنجیر یک ستاره است که در صورت فلکی آندرومدا قرار دارد.